# Yoshikazu Yamashita
Yoshikazu Yamashita es un director y creador de videojuegos que trabaja para la empresa japonesa Nintendo.

## Ludografía
- 2000: Pokémon Stadium 2, Nintendo Co., Ltd.
- 2001: Pikmin, Nintendo Co., Ltd.
- 2001: The Legend of Zelda: Oracle of Seasons, Nintendo Co., Ltd.
- 2001: The Legend of Zelda: Oracle of Ages, Nintendo Co., Ltd.
- 2004: Pikmin 2, Nintendo Co., Ltd.
- 2004: The Legend of Zelda: The Minish Cap, Nintendo Co., Ltd.
- 2005: Big Brain Academy, Nintendo Co., Ltd.
- 2006: Wii Sports, Nintendo of America Inc.
- 2006: Rhythm Tengoku, Nintendo Co., Ltd.
- 2015: Super Mario Maker, Nintendo Co., Ltd.